# Arrondissement de Malmedy
L'arrondissement de Malmedy est une ancienne subdivision administrative française du département de l'Ourthe créée 1800 et supprimée en 1814.

## Historique
Les arrondissements sont créés par la loi du 28 pluviôse an VIII (17 février 1800). La sous-préfecture du 2e arrondissement de l'Ourthe est attribuée à Malmedy par l'arrêté du 17 ventôse suivant.
L'ensemble des unités administratives françaises de la Belgique est officiellement supprimé par le traité de Paris en mai 1814.
Ce territoire compose essentiellement l'actuel arrondissement administratif de Verviers, en province de Liège. Vielsalm est dans celui de Bastogne (province de Luxembourg) et Kronenburg et Schleiden sont dans le Land allemand de Rhénanie-du-Nord-Westphalie

## Composition
Il comprenait les cantons de Aubel, Eupen, Kronenburg (de), Limbourg, Malmedy, Saint-Vith, Schleiden, Spa, Stavelot, Verviers et Vielsalm.

## Liens
Organisation administrative de l'Empire dans l'almanach impérial pour l'année 1810